# أحمد دوغان
أحمد ديمير دوغان (بالبلغارية: Ахмед Доган) (ولد في 29 مارس 1954) هو سياسي بلغاري من أصل تركي، ورئيس حزب حركة الحقوق والحريات في بلغاريا منذ 1990 حتى بداية 2013.

## حياته ومهنته
ولد أحمد دوغان في 29 مارس 1954 بمقاطعة دوربيش ببلغاريا. في عام 1990 أسس دوغان حزب حركة الحقوق والحريات ليكون ممثلا بصورة أساسية للأقلية التركية في بلغاريا.

## فشل اغتياله في 2013
في 19 كانون الثاني عام 2013، حاول رجل الاعتداء على دوجان بمسدس خلال مؤتمر الحزب. حينما كان يخاطب دوجان جمهور كبير من المنصة، ركض المهاجم على خشبة المسرح، وأشار بمسدس نحو أسفل رأس دوغان . المهاجم استخدم مسدسا من الغاز مع خراطيش فارغة لكنه فشل في إطلاق النار. وتعرض المهاجم للضرب المبرح لعدة دقائق قبل أن يتم اعتقاله. تم التعرف على المعتدي على أنه أوكتاي إينيمحمدوف، وهو مواطن بلغاري من أصل تركي. وفي فبراير عام 2014، تلقى إينيمحمدوف عقوبة 3 سنوات و 6 أشهر سجنا.